# Trans-Atlantische slavenhandel

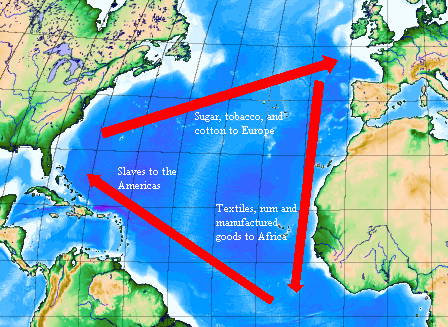
De Driehoekshandel

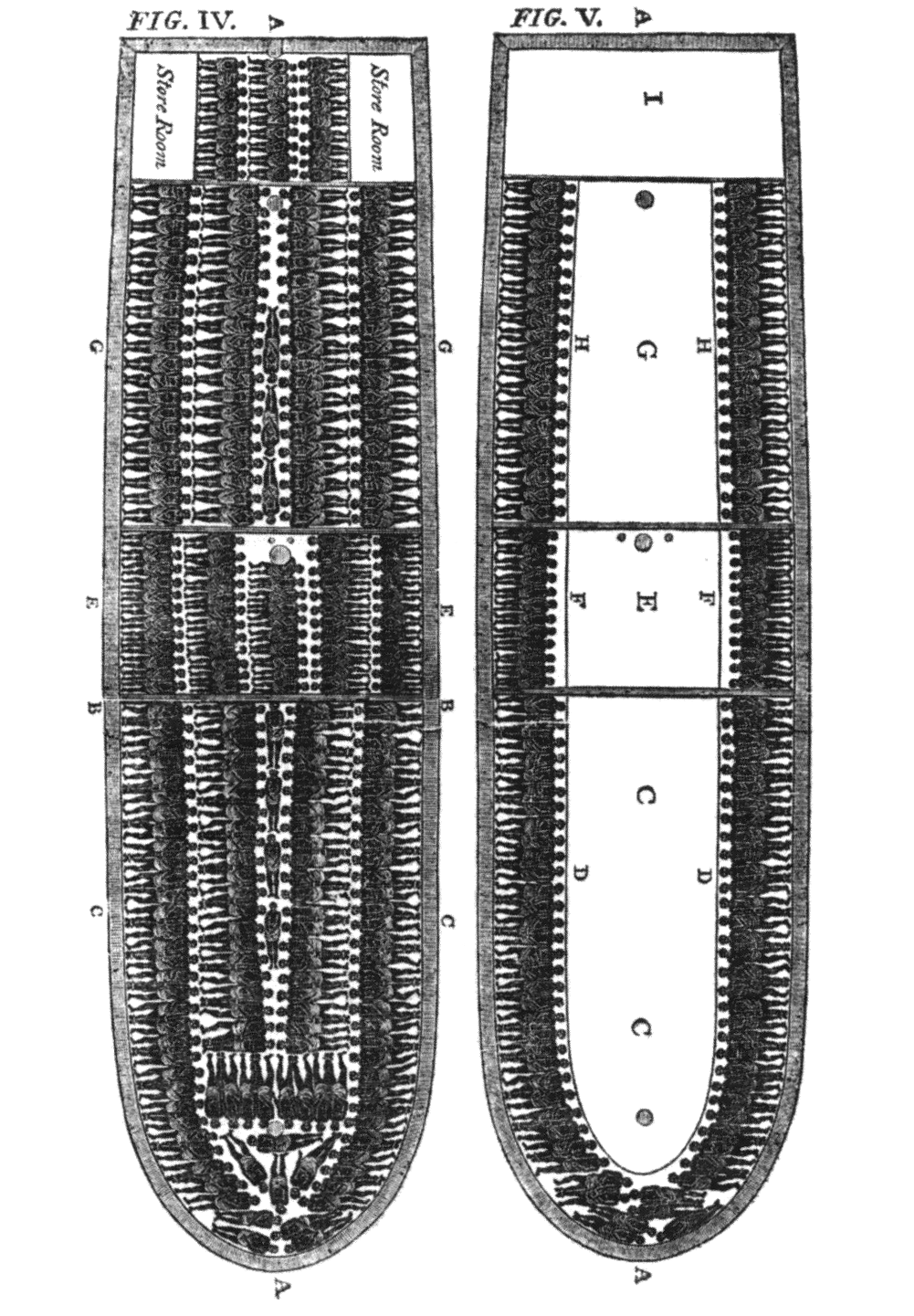
Schematische weergave van een slavenschip als bewijs aangedragen voor een commissie van het Lagerhuis in 1790 en 1791

De trans-Atlantische slavenhandel was de handel in slaven uit Afrika naar Amerika, bedreven door Europeanen. Het was de middenpassage van de driehoekshandel en speelde zich af tussen 1525 en 1867, waarbij het hoogtepunt lag in de achttiende eeuw en de eerste helft van de negentiende eeuw. Naar schatting zijn 12 miljoen slaven vervoerd.
De Atlantische slavenhandel ontstond niet uit het niets. Al eeuwenlang was er in Afrika handel in slaven, Afrikanen verkochten buitgemaakte krijgsgevangenen aan Afrikaanse en Arabische handelaren. Gedurende de vijftiende en zestiende eeuw groeide vanuit Europa de behoefte aan dwangarbeiders, vooral voor werk in de zich ontwikkelende koloniën. In de late vijftiende en in de zestiende eeuw werden vanuit Afrika enkele duizenden slaven per jaar getransporteerd. De behoefte aan arbeid op de suiker- en tabaksplantages in Amerika en het tekort aan vrije arbeid vanuit Europa deed de trans-Atlantische slavenhandel steeds verder aanzwellen. Omstreeks het midden van de zeventiende eeuw – toen de suikerteelt in het Caribisch gebied goed tot ontwikkeling kwam – nam de slavenhandel explosief toe. Tegen 1700 werden vijftigduizend slaven per jaar getransporteerd. De opbrengsten brachten in Europa een verhoogde welvaart en een manier om de handelsbalans met Azië beter in evenwicht te krijgen. Het droeg met de ontwikkeling van het Atlantische systeem sterk bij aan de Europese expansie en daarmee aan de ontwikkeling van het kapitalisme.
De grootscheepse handel in slaven was niet mogelijk zonder een onmenselijke behandeling van de handelswaar. In de loop der eeuwen werden door slavenjagers tientallen miljoenen mensen tot slaaf gemaakt; een groot deel daarvan maakten de trans-Atlantische reis richting Noord- en Zuid-Amerika en het Caribisch gebied. Velen stierven nog in Afrika, voor zij verkocht konden worden voor transport. Naar schatting werden tussen de elf en veertien miljoen slaven tijdens deze diaspora verscheept naar het Westen. Gemiddeld kwam zo'n 15% van de slaven te overlijden tijdens de reis.
Op de samenlevingen in Afrika had de trans-Atlantische slavenhandel een ontwrichtend effect waarbij tot op heden bekend is welke voorouders slavenjagers waren. De slavenhandel betekende niet alleen een belangrijke aderlating voor de bevolking in Afrika, het veranderde de samenleving daar ook dramatisch doordat het de militarisering van de Afrikaanse samenlevingen en slavernij in Afrika zelf bevorderde. Daarnaast droeg slavernij bij aan de versterking van racisme, doordat er een rechtvaardiging werd gezocht voor slavernij die eerder door het christendom als immoreel was neergezet.
De studie van de trans-Atlantische slavenhandel heeft zijn eigen ontwikkeling doorgemaakt. De vroegste werken zijn die van Britse abolitionisten die het wrede karakter van de handel benadrukten om steun te verwerven voor de afschaffing van de slavenhandel. Naast deze morele benadering zijn er sindsdien meerdere invalshoeken bijgekomen. Zo wordt de trans-Atlantische slavenhandel ook onderzocht vanuit de bedrijfsmatige kant, de invloed op het kapitalisme, het Europese imperialisme, het ontstaan van een Atlantische wereld, de sociale en culturele gevolgen, het aandeel van Afrikaanse slavenjagers en de bron van racisme in de Nieuwe Wereld.

## Aanvangscondities
Het klimaat in Europa was voor de teelt van een aantal gewassen minder goed geschikt. Het tropische en subtropische Afrika voldeed om deze reden beter, maar het binnenland was met zijn tropisch bossen en parasieten lange tijd moeilijk begaanbaar, terwijl rivieren als de Kongo en de Niger voor zeeschepen moeilijk of niet begaanbaar waren. Op de rand van de woestijn waar landbouw mogelijk was, waren al staten aanwezig die te sterk waren om te koloniseren. Een goed alternatief hiervoor waren aanvankelijk de Atlantische eilanden en later de Nieuwe Wereld. De Azteken en de Inca's waren hier de belangrijkste beschavingen. Het hart van de eerste lag in Mexico, maar de culturele invloed reikte tot aan de Mississippi. Het rijk van de Inca's strekte van het zuiden van Colombia tot het noorden van Chili en Argentinië. In deze goed georganiseerde delen van Amerika konden de Spanjaarden het gezag snel overnemen. In de gebieden daarbuiten, waar geen sprake was geweest van een centraal bestuur, was dit een veel moeizamer proces. Dit was het geval bij de Maya's in Yucatán, maar ook in Brazilië en Noord-Amerika.
Voor de grootschalige mechanisering van de industriële revolutie was men vooral aangewezen op menselijke arbeid. Het was echter vooraf geen uitgemaakte zaak dat dit slaven zouden zijn en dat deze slaven uit Afrika zouden komen. Aanvankelijk werden de arbeidskrachten uit de lokale bevolking gehaald. In het gebied van de Azteken en de Inca's kon gebruik worden gemaakt van het bestaande systeem om grote aantallen arbeidskrachten te werven en was het niet nodig om over te gaan op slavernij. Dit zou ook niet hebben gestrookt met het streven om deze bevolking te kerstenen. De Portugezen probeerden aanvankelijk wel gebruik te maken van de lokale bevolking, maar deze had weinig ervaring met landbouw en met het ontbreken van een centraal gezag bleek men daardoor niet in staat om voldoende arbeidskrachten aan te wenden. Ook was de bevolking in de hun toegewezen gebieden te klein om de plantage-economie te ondersteunen.
Daar kwam bij dat de lokale bevolking onbekend was met een aantal ziektes die een zeer verwoestend effect teweegbrachten. In de Oude Wereld waren deze veelal overgebracht door contact met gedomesticeerde kuddedieren. Ook daar had dit vele slachtoffers geëist, maar was door de eeuwen heen een bepaalde mate van immuniteit opgebouwd. Amerika kreeg nu in korte tijd te maken met een heel scala van deze ziektes, waarbij de bevolking ook nog eens een kleinere genetische variatie had. Minstens 50% en mogelijk 90% van de lokale bevolking verloor tussen 1492 en 1650 het leven, waarmee dit met de veertiende-eeuwse epidemieën in Eurazië de grootste bevolkingsramp in de geschiedenis is geweest.
Vanuit Europa was het moeilijk om arbeidskrachten richting de Nieuwe Wereld te krijgen, wat meerdere oorzaken had. Allereerst was de economische groei met minder dan 0,25% per jaar naar de huidige maatstaven weliswaar laag, maar lag aanmerkelijk hoger dan voorgaande periodes. Er was daardoor in Europa zelf een grote vraag naar arbeidskrachten waarvan het aanbod nog relatief laag was door de grote hongersnood en de Zwarte Dood van de veertiende eeuw. Zeker Portugal kon met nog geen miljoen inwoners ternauwernood zijn rijk beheersen, laat staan dat het voldoende arbeidskrachten kon leveren. Hoewel Spanje ruim zeven miljoen inwoners had, had dit een Europees rijk te verdedigen, wat steeds meer soldaten vroeg. De kansen in Europa en de gevaren van de Nieuwe Wereld maakten het, ondanks de aanwezigheid van edele metalen, dan ook weinig aantrekkelijk voor de arme bevolking om weg te trekken. Bij onvoldoende aanbod aan vrije arbeid werd overgegaan tot slavernij.
Zolang arbeid schaarser was dan land stimuleerde dit lijfeigenschap en slavernij. Dit was het geval tijdens de Vroege Middeleeuwen in Europa. Slaven zouden het goedkoopst zijn uit Europa, wat eerder ook het geval was geweest met de Slavische volkeren. Deze werden onder meer gebruikt door Venetië op Kreta en Cyprus om met behulp van uit Syrië overgenomen technieken suikerrietplantages te exploiteren. De opkomst van het Ottomaanse Rijk blokkeerde echter de Slavische bronnen. In West-Europa verdween de slavernij grotendeels gedurende de Middeleeuwen, mede door de kerstening en economische oorzaken. Rond de Middellandse Zee was dit niet het geval. Met de Arabische veroveringen was hier zelfs een toename van de slavenhandel te zien. Ook in de rest van Afrika gold dat arbeid schaars was en dat rijkdom werd afgemeten aan het aantal mensen dat men onder zich had. De slavenhandel in Afrika vond dan ook al zeker duizend jaar plaats voordat de Europeanen zich hiermee inlieten. Tot dan was deze echter van bescheiden omvang.
Men ging vrijwel niet over tot het tot slaaf maken van leden uit de eigen samenleving en in Europa werden de meeste staten te krachtig om daar op grote schaal slaven vandaan te kunnen halen. Dit gold niet voor Afrika, waar bepaalde volken andere samenlevingen makkelijker konden overheersen en tot slaaf maken. De Europeanen sloten dan ook aan bij een al zeker zes eeuwen bestaand netwerk van Arabische slavenhandel. De slaven werden aangeleverd door Afrikaanse en Arabische handelaren en door de Europeanen naar Amerika gebracht. De hoge kosten van de aankoop van de slaven, de overtocht en het beteugelen van opstanden werden aanvankelijk gefinancierd met de eerste bron van inkomsten uit de Nieuwe Wereld, de goud- en zilvermijnen. In een later stadium werden hiervoor ook de inkomsten van de plantages voor gebruikt.

## Geschiedenis
In 1415 veroverden de Portugezen in het verlengde van de Reconquista het rijke Ceuta. Dit was het eindpunt van handelskaravanen vanuit West-Afrika en na de verovering droogde deze bron op, waarna besloten werd de handel zelf over te nemen. De handel in slaven begon in 1444, maar was aanvankelijk ondergeschikt aan hun voornaamste handelswaar uit Afrika, goud.
Slaven werden in Portugal gebruikt voor huishoudelijke taken en in de zuidelijke havensteden van Portugal maakten zij uiteindelijk tot 15% uit van de totale bevolking. In andere Portugese en Spaanse havensteden kon dit tot 10% zijn. Daarnaast namen de Portugezen deel aan de handel langs de Afrikaanse kust om goud te kunnen financieren. In deze situatie kwam verandering toen de Portugezen in 1455 suikerrietplantages gingen exploiteren op Madeira. Hierdoor veranderde de behoefte aan slaven die nu ingezet werden op deze plantages. Aanvankelijk werden deze slaven nog gehaald uit vooral Senegambia en de Goudkust.
Dat veranderde toen ook op Sao Tomé en Principe suikerplantages werden geëxploiteerd en de Portugezen een bondgenootschap sloten met het Koninkrijk Kongo. De samenlevingen die werden aangetroffen in Afrika bleken te krachtig om te koloniseren, zodat de zoektocht naar meer gronden voor suikerplantages een van de drijfveren was om naar steeds westelijker eilanden te zoeken.
In de Nieuwe Wereld werd het plantagesysteem gekopieerd van de Atlantische eilanden, maar dan op veel grotere schaal. Zo ontstond in de Nieuwe Wereld een plantage-economie met aan het hoofd rijke Europese eigenaren uit de suikerindustrie die veel slaven en suikervelden bezaten. Daaronder bevonden zich de planters die zich geen suikermolen konden veroorloven. Arme boeren zoals in Europa waren er vrijwel niet. Voor deze groep waren er slechts administratieve posities en specifieke functies in de suikermolens. Het merendeel van de bevolking bestond uit de slaven die het zware werk verrichtten. Aanvankelijk werden hier de geaccultureerde en gekerstende slaven (negros ladinos) van het Iberisch Schiereiland gebruikt, maar al snel haalde men deze rechtstreeks uit Afrika (negros bocales). Ferdinand II van Aragon gaf in 1510 toelating aan Bartolomeo Marchionni voor het eerste slaventransport van Afrika naar Amerika (Santo Domingo). Keizer Karel V verleende in 1518 een licentie aan Laurent de Gorrevod voor het belastingvrij overbrengen van 4000 Afrikaanse slaven naar zijn Amerikaanse bezittingen. Het bankhuis Welser kreeg in 1528 de volgende grote vergunning. Spanje kon door het Verdrag van Tordesillas uit 1494 zelf geen nederzettingen stichten in Afrika en verleende Portugal in 1595 dan ook een exclusieve asiento.

#### Brazilië
In 1500 werd Brazilië ontdekt door Portugal en volgens het Verdrag van Tordesillas kwam het gebied ook aan dat land toe. De rijkdommen die de handel met de Specerijeilanden en India bracht, maakte dat kolonisatie van Brazilië de eerste decennia geen prioriteit kreeg. Hier kwam verandering in toen de Fransen en Britten zich in het gebied begonnen te vestigen. Daarop zette Portugal dan toch de kolonisatie in gang en om deze te financieren werd gebruikgemaakt van de beproefde methode van suikerplantages. De eerste kwamen er rond 1550 en al snel lag de productiviteit hier hoger dan die op de Atlantische eilanden. Vanaf 1560 was er een continue slavenhandel op Brazilië.
In ruil voor steun gaf Álvaro I van Kongo de Portugezen het recht om zich ten zuiden van zijn koninkrijk te vestigen. In 1576 werd daar Luanda gesticht en vanaf dan zouden de meeste slaven die naar Amerika verscheept werden uit Angola komen.
Waar de Portugezen de slaven aanvoerden, lag het transport van suiker naar Europa in handen van de Nederlanders. Antwerpen werd zo het centrum van de Europese suikermarkt. Daar kwam verandering in door de Tachtigjarige Oorlog waarin de Nederlanders tegenover de Spanjaarden kwamen te staan. Dit had niet direct gevolgen voor de verhoudingen met Portugal, maar in 1580 werd Portugal na de slag bij Alcântara bij Spanje gevoegd. De oorlog met Spanje en Portugal zorgde ook dat Nederland verstoken bleef van de profijtelijke specerijenhandel. Dit was een stimulans om de vaart uit te breiden buiten Europa en een eeuw na de Portugezen vonden de Nederlanders de route naar Azië.
Zij kwamen daardoor al snel in botsing met de Portugezen. Naar aanleiding hiervan werd de facto een Portugees-Nederlandse oorlog gevoerd als een wereldwijde uitbreiding van de Tachtigjarige Oorlog. In de strijd tegen de Spanjaarden en de Portugezen werd in het begin gebruikgemaakt van de kaapvaart. Dit was de voornaamste inkomstenbron van de West-Indische Compagnie (WIC) vlak na de oprichting in 1621. Daarna ontwikkelde de WIC het Groot Desseyn, een groot plan waarbij de Portugese suikerhandel vanuit Brazilië ondermijnd moest worden door de slavenhandel over te nemen. Met de verovering van de Zilvervloot in 1628 was er voldoende geld beschikbaar. Tussen 1630 en 1634 werd Recife met een groot deel van de Braziliaanse kust veroverd, dit werd Nederlands-Brazilië. In 1637 werd het eilandje Elmina bij de Goudkust veroverd, het grote Portugese slavenhandelbolwerk. De eeuwen erna zou dit fort een van de centra van de slavenhandel van de WIC vormen. In 1641 werd ook Luanda veroverd op de Portugezen. Rond 1700 bezat de WIC een twaalftal forten aan de West-Afrikaanse kust.
Hierna begon de Nederlandse slavenhandel grote vormen aan te nemen. Om de suikerproductie in stand te houden, konden veel Portugese plantagehouders hun plantage behouden. Vanuit Nederlands-Brazilië werden echter veel technieken naar de rest van Amerika overgebracht, waarmee een einde kwam aan het Braziliaanse suikermonopolie. Dit maakte de weg vrij voor de totstandkoming van Franse en Engelse koloniën in Amerika. Vanaf 1640 begon de slavenhandel met Brazilië in te zakken en werd de handel verlegd naar de Spaanse koloniën in Amerika. Aanvankelijk vervoerden Nederlandse handelaren slaven naar Buenos Aires en Rio de la Plata in het huidige Argentinië, later werd ook het Caribische gebied doel van de slavenhandel.
In 1654 werd Brazilië heroverd door Portugal waarna de suikerrietteelt overgebracht werd naar het Caribisch gebied, waardoor Brazilië zijn monopolie verloor en een economische neergang inzette. Dit had zijn effect op het aantal slaven dat naar Brazilië werd gebracht tot in 1695 goud werd ontdekt in Minas Gerais. Dit deed de slavenhandel sterk toenemen.

#### Caraïben
Na de Portugese herovering van Brazilië werd het in 1634 veroverde Curaçao het Nederlandse verzamelpunt voor slaven. Na de Engelse verovering van Jamaica in 1655 werd dit een belangrijke doorvoermarkt van slaven voor de Spaanse kolonies. In de Caraïben waren aanvankelijk vooral tabaksplantages te vinden, maar later werd de suikerplantage vergelijkbaar in grootte met die in Brazilië. Vanaf 1641 werd hiervandaan suiker geëxporteerd naar Europa. Er werden nieuwe afnemers gevonden in de Engelsen en Fransen die tabak verbouwden op de door hen veroverde eilanden in de Caraïben en in Virginia. Tot ongeveer 1660 waren de Fransen en Engelsen afhankelijk van de Nederlanders om deze koloniën te ontwikkelen en te voorzien van slaven, maar met hun toenemende rol in Azië groeide ook hun rol in de slavenhandel. Sint Eustatius kreeg in de bloeitijd als grootste vrijhandelshaven in de regio de bijnaam de Gouden Rots. Door de centrale ligging in het Caribisch gebied en een diepe aanleghaven was het eiland decennialang een interkoloniale doorvoerhaven voor Afrikaanse slaven en vrijhaven voor allerlei handelswaar inclusief wapens. De Engelse oorlogen waarbij de Fransen de Engelsen bijstonden, maakten een einde aan de Nederlandse hegemonie en aan het einde van de zeventiende eeuw hadden de Engelsen en Fransen een aanzienlijk deel in de Atlantische slavenhandel.
De Engelsen waren al sinds 1562 betrokken bij de slavenhandel waarbij John Hawkins een pioniersrol speelde. Vanaf 1672 had de Royal African Company een monopolie op de slavenhandel, maar verloor deze in 1698. Daarna nam in de achttiende eeuw de slavenhandel enorm toe. Er waren jaren dat er meer dan honderdduizend slaven werden vervoerd. Frankrijk en Engeland namen echter de positie over van de Republiek, zoals dat ook ging met de overige handel. De Fransen gebruikten hiervoor vooral Saint-Domingue dat zij in 1697 verkregen met het Verdrag van Rijswijk.

#### Noord-Amerika
De Engelse kolonies in Noord-Amerika waren van kort na hun ontstaan een bestemming voor Afrikaanse slaven, in aanvulling op de indianen die de kolonisten zelf tot slaaf maakten. De in 1607 gestichte kolonie Jamestown in Virginia kocht in 1619 de eerste lading zwarte slaven. Het ging om een twintigtal mensen aangevoerd door de White Lion, een kaapvaarder uit Vlissingen die het Portugese slavenschip São João Bautista had onderschept, maar nu dringend nood had aan voedsel. De ruil die tot stand kwam wordt gezien als het begin van de zwarte slavernij in de Verenigde Staten, die tot 1865 zou bestaan. Vanaf de jaren 1680 begon de slavenhandel uit Afrika echt op gang te komen en nam de plantage-economie een hoge vlucht.

## Vormen
Slavernij bestaat in verschillende vormen en gradaties, waarin het zelfbeschikkingsrecht in meer of mindere mate beperkt werd. Aanvankelijk bestond een groot deel van de bevolking in de Amerikaanse koloniën uit contractarbeiders, vooral Europees, maar ook Afrikaans. Hierbij het zelfbeschikkingsrecht in enige mate behouden en normaal gesproken na enige tijd de vrijheid herkregen. Voor Afrikanen gold dat schuldslavernij een van de oorzaken kon zijn dat men tot de Atlantische overtocht gedwongen werd. Waar echter ook bij schuldslavernij nog enige mate van zelfbeschikking mogelijk is en men zich weer vrij kon kopen, was bij de trans-Atlantische slavernij de ontmenselijking verder doorgevoerd. Hier was sprake van bezitsslavernij (chattel slavery), waarbij de eigenaar een vrijwel onbeperkte macht had.

## Opstanden
Slavenopstanden waren er zowel in Afrika, tijdens de reis en in de bestemming: Amerika. Waarschijnlijk had zo'n 10% van de reizen te maken met opstanden. Vooral op reizen uit Opper-Guinee (Senegambia, Sierra Leone en de Ivoorkust) lag het aantal opstanden hoog, zodat bewoners van deze kust een relatief gering deel uitmaakten van het totaal aantal slaven. Bekende opstanden op slavenschepen waren die op de Meermin, Amistad, Vigilante en die op de Neptunus. Alleen de opstand op de Vigilante was succesvol. 
In de Nieuwe Wereld waren er veel opstanden, zoals de slavenopstanden in Berbice in 1763, Demerary in 1795 en 1823, Sint Eustatius in 1848, de Curaçaose slavenopstand van 1795 onder leiding van Tula. Over het algemeen werden deze echter neergeslagen. Alleen de Haïtiaanse Revolutie van 1791 tot 1804 was succesvol in het verdrijven van de slavenhouders. Daarnaast liepen veel slaven weg om zich vervolgens in Marron-gemeenschappen te organiseren.

## Gevolgen
Hoewel slavenhandel in Afrika al bestond voordat de Europeanen zich hierin mengden, was de schaal waarop dit plaatsvond daarna aanmerkelijk groter. Waar de eerdere aantallen niet onaanzienlijk waren, was de demografische invloed beperkt en veranderden samenlevingen er niet wezenlijk door. Dit veranderde met de Atlantische slavenhandel. Politiek was de invloed ook groot. Het bracht een militarisering van de Afrikaanse samenlevingen op gang die leidde tot staatsvorming waarbij agressieve staten als Ashanti en Dahomey in het voordeel waren, terwijl volken als de Yoruba, Benin en de Mossi uiteindelijk in een neergang bracht. Economisch stimuleerde het kortetermijnoplossingen, terwijl het op sociaal vlak tot verdeling leidde, waarbij tot op heden bekend is welke voorouders slavenjagers waren.
De Atlantische slavenhandel had ook tot gevolg dat de interne slavenhandel in Afrika dusdanig toenam dat er schattingen zijn dat er op het hoogtepunt van de slavenhandel mogelijk evenveel slaven in Afrika waren als in Amerika. Toen de trans-Atlantische slavenhandel afnam, werden slaven in Afrika goedkoper en nam het aantal zelfs toe tot er meer slaven waren in Afrika dan in Amerika.
In Amerika vervingen de slaven de lokale bevolking die bezweek aan de voor hen onbekende ziektes. Tot de negentiende eeuw had Brazilië de grootste slavenbevolking, waarna deze positie werd overgenomen door de Verenigde Staten.
Als eerste bracht historicus Williams naar voren hoe de slavenhandel en slavernij had bijgedragen aan de Europese welvaart en expansie. In Capitalism and Slavery uit 1944 stelde hij dat slavernij een belangrijke bijdrage had geleverd aan vroegkapitalisme en de industriële revolutie had gefinancierd. Vervolgens werd de slavernij door diezelfde revolutie en het daaruit ontstane industrieel kapitalisme overbodig gemaakt. Williams ging ook in tegen het toen heersende idee dat het abolitionisme vooral voortkwam uit humanitaire overwegingen. Zo stelde hij dat als Pitt succesvol was geweest in het veroveren van Saint-Domingue, deze af zou hebben gezien van abolitie, aangezien Saint-Domingue – waar jaarlijks 40.000 slaven aangevoerd moesten worden om de suikerrietplantages in bedrijf te houden – zonder slaven geen waarde zou hebben. Hij formuleerde wat bekend zou worden als de Williams-these, de economische noodzaak van slavernij om de industriële revolutie mogelijk te maken, die vervolgens slavernij onrendabel zou maken:
The commercial capitalism of the eighteenth century developed the wealth of Europe by means of slavery and monopoly. But in so doing it helped to create the industrial capitalism of the nineteenth century, which turned round and destroyed the power of commercial capitalism, slavery, and all its works. Without a grasp of these economic changes the history of the period is meaningless.
Deze Williams-thesis is daarna onderwerp geworden van veel discussie, maar er lijken sterke aanwijzingen te zijn dat de thesis misschien niet in zijn geheel, maar in ieder geval op belangrijke punten overeind blijft. Tegen de thesis wordt wel ingebracht dat het economische belang en de winstgevendheid van de slavenhandel minimaal waren voor Europa. Dat laat echter buiten beschouwing dat slavernij van zeer groot belang was om de kolonisatie van Amerika mogelijk te maken en daarmee een ontwikkeling in gang zette van Europese expansie die gekoppeld ging met de ontwikkeling van nieuwe financiële instrumenten.
Het was ook Williams die stelde dat racisme vooral voortkwam uit slavernij door de noodzaak tot rechtvaardiging en de ontmenselijking die hieraan voorafging.

## Moraliteit

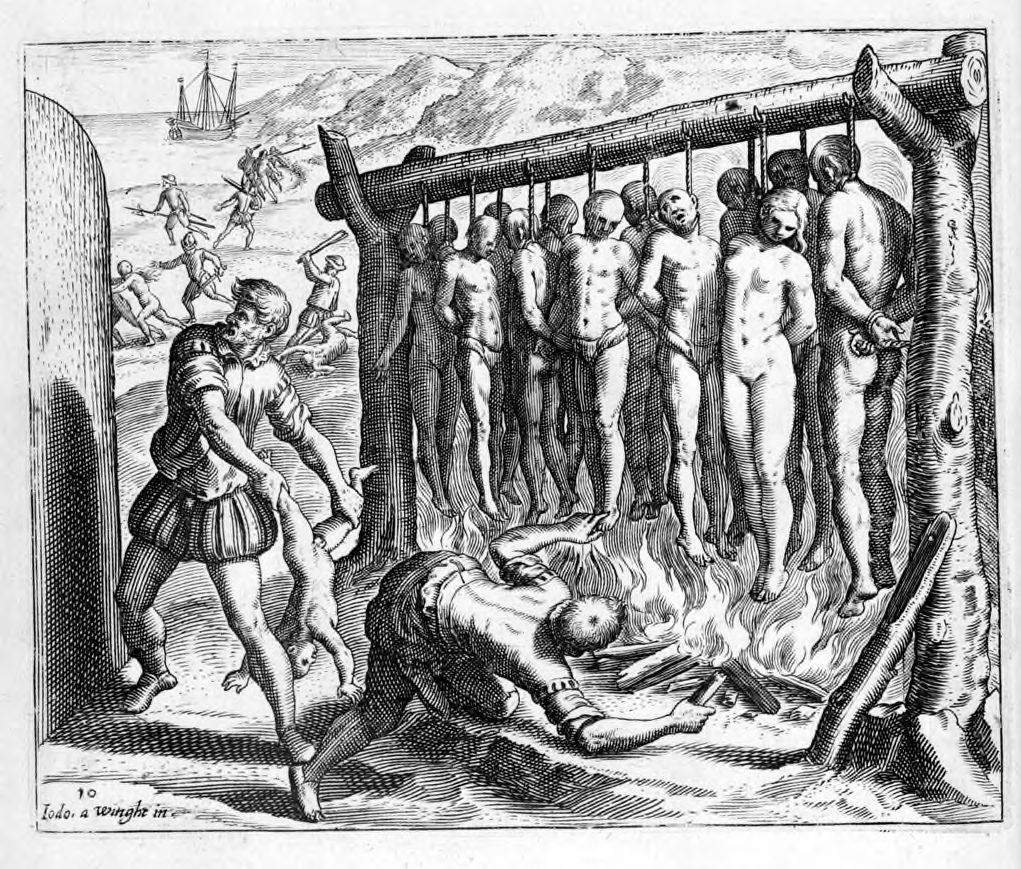
De Brevísima relación uit 1552 van Las Casas. Dit werk werd in 1578 ontdekt in de Nederlanden en nog datzelfde jaar vertaald als vorm van propaganda om de Opstand te rechtvaardigen. Het versterkte de negatieve beeldvorming van de Spanjaarden, ook doordat het was geschreven door een Spaanse geestelijke. In Den spiegel der Spaensche tijrannije uit 1620 zijn gravures van De Bry toegevoegd die de Zwarte legende versterkten. De Bry was overigens geen ooggetuige

Bovenstaande zaken doen het voorkomen alsof hier slechts zakelijke overwegingen speelden. Er was echter wel degelijk een besef dat hier in werd gegaan tegen menselijke waarden en normen. Motieven als winstbejag en het verzwakken van de vijand schoof dit besef echter naar de achtergrond. Zo ontmoedigde de Rooms-Katholieke Kerk aanvankelijk het tot slaaf maken, maar gaf met de Romanus Pontifex uit 1455 toestemming om niet-christenen tot slaaf te maken als missionaire activiteit.

De behandeling van de indianen in de Nieuwe Wereld zorgde in Spanje voor kritische geluiden, vooral door het werk van priester Las Casas die werd gesteund door de invloedrijke Cisneros. Las Casas keerde zich vooral tegen het systeem van encomienda en speelde een belangrijke rol bij de totstandkoming van de Nieuwe Wetten, Las Nuevas Leyes de las Indias. In 1542 werd daarmee de uitbuiting van indianen aan banden gelegd, hoewel dit het gebruik niet volledig kon uitbannen. Het kon ook niet voorkomen dat slaven op grote schaal uit Afrika werden gehaald.
In tegenstelling tot de mediterrane landen was slavernij in de Late Middeleeuwen en de Vroegmoderne Tijd in de Republiek der Nederlanden, Engeland en Frankrijk vrijwel afwezig. Het was in deze periode ondenkbaar dat grote groepen slaven verkocht zouden worden in Amsterdam, Londen of Nantes, zoals wel gebeurde in Lissabon en Cadiz. Maar hoewel vrijheid een belangrijk begrip was in de Republiek en het misbruik van de indianen door de Spanjaarden als propaganda werd gebruikt, zagen de Nederlanders, maar ook de Engelsen en Fransen, er geen probleem in om buiten Europa in slaven te handelen en deze in te zetten op plantages.
In de Romeinse Republiek en bij de Grieken kon iedereen ten prooi vallen aan slavernij, wat werd gezien als een kwestie van tegenslag. Onder invloed van het christendom verdween de slavernij in West-Europa aanvankelijk. De slavenhandel werd immoreel gevonden en ging in tegen de christelijke normen en waarden. Dit veranderde met de trans-Atlantische slavenhandel. Hier werd rechtvaardiging onder meer gezocht in de Bijbel, waar in Genesis 9 de nakomelingen van Cham – Maarten Luther stelde dat Cham de stamvader was van alle kleurlingen – tot slavernij vervloekt worden. De vorm van morele ontkoppeling veranderde later door de slachtoffers neer te zetten als inferieur en barbaars, daarmee belangrijk bijdragend aan de ontwikkeling van racisme.

## Misstanden
Alexander Falconbridge voer als arts mee tijdens enkele reizen en werd daar abolitionist. Zijn An Account of the Slave Trade on the Coast of Africa uit 1788 gaf een beeld van de misstanden aan boord en zou een belangrijke invloed krijgen in het abolitionisme:
During the voyages I made, I was frequently a witness to the fatal effects of this exclusion of the fresh air. I will give one instance, as it serves to convey some idea, though a very faint one, of the sufferings of those unhappy beings whom we wantonly drag from their native country, and doom to perpetual labour and captivity. Some wet and blowing weather having occasioned the port-holes to be shut, and the grating to be covered, fluxes and fevers among the negroes ensued. While they were in this situation, I frequently went down among them, till at length their apartments became so extremely hot, as to be only sufferable for a very short time. But the excessive heat was not the only thing that rendered their situation intolerable. The deck, that is, the floor of their rooms, was so covered with the blood and mucus which had proceeded from them in consequence of the flux, that it resembled a slaughter-house. It is not in the power of the human imagination, to picture to itself a situation more dreadful or disgusting. Numbers of the slaves having fainted, they were carried upon deck, where several of them died, and the rest were, with great difficulty, restored. It had nearly proved fatal to me also. The climate was too warm to admit the wearing of any clothing but a shirt, and that I had pulled off before I went down; notwithstanding which, by only continuing among them for about a quarter of an hour, I was so overcome with the heat, stench, and foul air, that I had nearly fainted; and it was not without assistance, that I could get upon deck. The consequence was, that I soon after fell sick of the same disorder, from which I did not recover for several months.

## Afschaffing slavenhandel
De weerstand tegen slavernij groeide gedurende de eeuwen en vooral in Engeland werd het abolitionisme een grote beweging. De Quakers waren de eersten die zich tegen de slavernij keerden omdat het onchristelijk zou zijn. Onder invloed van de Verlichting en het idee van de rechten van de mens breidde de beweging zich uit.
De Denen verboden de slavenhandel in 1803, gevolgd door de Britten met de Slave Trade Act van 25 maart 1807. Volgens Thomas Clarkson, een belangrijke Britse abolitionist, hadden de Britten het zonder de Amerikaanse Revolutie evenwel nooit zover laten komen:
As long as America was our own, there was no chance that a minister would have attended to the groans of the sons and daughters of Africa, however he might feel for their distress. Clarkson (1788): An Essay on the Impolicy of the African Slave Trade
In 1808 werd er in de Verenigde Staten een verbod ingevoerd op de invoer van nieuwe slaven uit Afrika (Act Prohibiting Importation of Slaves). Verkoop van binnen de VS geboren slaven zou nog een halve eeuw lang mogelijk blijven.
De Britse minister van buitenlandse zaken Lord Castlereagh onderhandelde in de marge van het Congres van Wenen van 1815 met gevolmachtigden van Portugal en Spanje over deze kwestie. Dit leidde tot een verdrag met Portugal waarin werd afgesproken dat geen enkele Portugese onderdaan nog slaven zou kopen langs de West-Afrikaanse kust ten noorden van de evenaar. In ruil daarvoor schold Groot-Brittannië Portugal een schuld van 600.000 pond kwijt, het restant van een in 1809 door de Portugese regering afgesloten lening. 
Het Brits-Nederlands verdrag ter wering van de slavenhandel werd op 4 mei 1818 gesloten tussen het Verenigd Koninkrijk en Nederland. In Nederland was de slavenhandel in juni 1814 door koning Willem I verboden en het verdrag van 1818 voorzag in de middelen om het verbod te handhaven. In 1833 schafte Engeland de slavernij officieel met een Slavery Abolition Act af.
Na het Engelse verbod op de slavenhandel bleef deze toch nog enkele tientallen jaren voortduren, als een soort sluikhandel, waarbij Brazilië de belangrijkste bestemming was. Pas toen de Britse marine vanaf 1840 deze sluikhandel met scherpere patrouilles ging bestrijden, kwam hieraan geleidelijk een einde. Duizenden slaafgemaakten werden door de Britten "bevrijd". Maar in plaats van hen terug te brengen naar Afrika, dropten ze hen op het afgelegen eiland Sint Helena, Napoleons ballingsoord 2000 kilometer ten westen van de kust van Angola. Hier werden ze ondergebracht in quarantainekampen in Rupert's Valley. Vele Afrikanen kwamen om van honger en gebrek aan voorzieningen.
In Afrika groeide slavernij juist nadat de trans-Atlantische slavenhandel tot een einde was gekomen. Ironisch genoeg maakte de daaropvolgende prijsdaling slavernij betaalbaar in Afrika.
Williams bracht een alternatieve verklaring. Niet een groeiende moraliteit, maar economische drijfveren lagen ten grondslag aan de afschaffing, zoals ze ook hadden bijgedragen aan het ontstaan. Nadat het kapitalisme zich mede dankzij de slavernij dusdanig had kunnen ontwikkelen dat de industriële revolutie mogelijk werd, maakte diezelfde revolutie slavernij oneconomisch. Zoals racisme versterkt werd met de groeiende slavernij, nam de moraliteit toe naarmate slavernij economisch minder voordelig werd. Over de toen heersende koloniale geschiedschrijving stelde hij later:
The British historians wrote almost as if Britain had introduced slavery solely for the satisfaction to abolish it. They have made such play of the compensation provided by Britain to the planters as wiping off the debt to the West Indians in respect of slavery that it is difficult not to see in this attitude, developed and propagated over a century and a quarter, the explanation of the British Government's attitude on economic aid to the West Indies and on preferential treatment of the West Indies sugar industry.
These are political conclusions. As such they are a legitimate reply to the political conclusions drawn by the British historians themselves.

## Aantallen en bestemmingen
| |                 |                    |           |           |                  |           |                              |            |
| 1) 1525 Eerste rechtstreekse slavenreis tussen Afrika en Amerika 2) 1560 Doorlopende slavenhandel van Brazilië begint 3) 1641 Begin van de uitvoer van suiker uit de Oost-Caraïben 4) 1655 De Engelsen veroveren Jamaica 5) 1695 Goud ontdekt in Minas Gerais (Brazilië) 5) 1697 De Fransen verkrijgen Saint-Domingue (Haïti) in het Verdrag van Rijswijk 6) 1756 Begin van de Zevenjarige Oorlog 7) 1776 Begin van de Amerikaanse Onafhankelijkheidsoorlog 8) 1789 Spaanse koloniale havens worden opengesteld voor slavenhandel 8) 1791 Begin van de Haïtiaanse Revolutie 9) 1808 Afschaffing van de slavenhandel in het VK en de VS 10) 1830 Anglo-Braziliaans antislavenhandelsverdrag 11) 1850 Brazilië onderdrukt slavenhandel 12) 1867 Laatste trans-Atlantische slavenreis arriveert in Amerika |                 |                    |           |           |                  |           |                              |            |
| | Spanje/ Uruguay | Portugal/ Brazilië | Engeland  | Republiek | Verenigde Staten | Frankrijk | Denemarken/ Baltische staten | Totaal     |
| 1501-1525 | 6363            | 7000               | 0         | 0         | 0                | 0         | 0                            | 13.363     |
| 1526-1550 | 25.375          | 25.387             | 0         | 0         | 0                | 0         | 0                            | 50.763     |
| 1551-1575 | 28.167          | 31.089             | 1685      | 0         | 0                | 66        | 0                            | 61.007     |
| 1576-1600 | 60.056          | 90.715             | 237       | 1365      | 0                | 0         | 0                            | 152.373    |
| 1601-1625 | 83.496          | 267.519            | 0         | 1829      | 0                | 0         | 0                            | 352.843    |
| 1626-1650 | 44.313          | 201.609            | 33.695    | 31.729    | 824              | 1827      | 1053                         | 315.050    |
| 1651-1675 | 12.601          | 244.793            | 122.367   | 100.526   | 0                | 7125      | 653                          | 488.064    |
| 1676-1700 | 5860            | 297.272            | 272.200   | 85.847    | 3327             | 29.484    | 25.685                       | 719.674    |
| 1701-1725 | 0               | 474.447            | 410.597   | 73.816    | 3277             | 120.939   | 5833                         | 1.088.909  |
| 1726-1750 | 0               | 536.696            | 554.042   | 83.095    | 34.004           | 259.095   | 4793                         | 1.471.725  |
| 1751-1775 | 4239            | 528.693            | 832.047   | 132.330   | 84.580           | 325.918   | 17.508                       | 1.925.314  |
| 1776-1800 | 6415            | 673.167            | 748.612   | 40.773    | 67.443           | 433.061   | 39.199                       | 2.008.670  |
| 1801-1825 | 168.087         | 1.160.601          | 283.959   | 2669      | 109.545          | 135.815   | 16.316                       | 1.876.992  |
| 1826-1850 | 400.728         | 1.299.969          | 0         | 357       | 1850             | 68.074    | 0                            | 1.770.979  |
| 1851-1866 | 215.824         | 9309               | 0         | 0         | 476              | 0         | 0                            | 225.609    |
| Totaal | 1.061.524       | 5.848.265          | 3.259.440 | 554.336   | 305.326          | 1.381.404 | 111.041                      | 12.521.336 |

Veelal Afrikaanse slavenjagers wisten zo in de loop der eeuwen miljoenen mensen tot slaaf te maken. Velen stierven al voor zij verkocht konden worden voor transport, maar tussen de elf en veertien miljoen werden verscheept naar Amerika. De grootste aantallen gingen naar Brazilië en de Caraïben, elk zo'n 40%, terwijl zo'n 5% in de Verenigde Staten terechtkwam.
Tot 1600 verliet ongeveer een kwart van de slaven Afrika via de Atlantische slavenhandel, terwijl de rest het continent verliet via de Sahara en de havens aan de Rode Zee. Daarna werd de route via de Atlantische Oceaan groter dan die van Noord- en Oost-Afrika. Rond 1700 waren slaven zelfs het voornaamste exportproduct van Afrika.
De Portugezen leerden al vroeg de winden en zeestromen te gebruiken, volta do mar genoemd. Zowel op het noordelijk als het zuidelijk halfrond bevindt zich een gyre, een hoofdcirculatie of kringloop van zeestromen. Bij Brazilië ligt de Zuid-Atlantische gyre waardoor de route naar Angola een gunstige was. Het overgrote deel van de slaven voor Brazilië kwam dan ook daarvandaan met Luanda als belangrijkste haven, maar ook uit de Baai van Benin met Ouidah als belangrijkste haven en Zuidoost-Afrika en werden slaven gehaald.

Slaven bestemd voor het Caraïbisch gebied en Noord-Amerika werden vooral via de Noord-Atlantische gyre gehaald uit West-Afrika, vooral uit de baaien van Benin en Biafra en de Goudkust.

### Schattingen
Waar archieven over scheepsreizen ontbreken, zijn schattingen veelal niet meer dan dat, schattingen met een vaak speculatief karakter, zoals overigens ook schattingen van de ontwikkeling van de wereldbevolking speculatief zijn bij afwezigheid van volkstellingen. De meest nauwkeurige schattingen van de trans-Atlantische slavenhandel zijn die van de Voyages-database van de Emory-universiteit, waar de gegevens van meerdere nationale archieven gecombineerd zijn. Ook deze benadering kent echter zijn problemen doordat de verschillende landen elk een apart systeem gebruikten, zodat een schip dat in een andere jurisdictie arriveerde dan waaruit het vertrok, soms meer mensen aan boord had dan waarmee het vertrok.
De schattingen van de handel via de Sahara, de Rode Zee en de Indische Oceaan zijn vele malen onnauwkeuriger. Deze schattingen zijn veelal gebaseerd op het werk van Austen. In zijn laatste werk gaat hij voor de periode 800–1900 uit van zo'n tien miljoen mensen. Vooral de schattingen van voor 1600 zijn zeer onnauwkeurig en kunnen variëren van twee derde tot het dubbele. Alleen de aantallen uit de negentiende eeuw zijn enigszins betrouwbaar, maar nog niet van het niveau van de gegevens over de trans-Atlantische slavenhandel. Het aantal slaven in Afrika zelf is zeer speculatief, waarbij Manning op een getal van zo'n acht miljoen komt.
Een vroege schatting van het aantal mensen dat de gedwongen overtocht uit Afrika maakte, was die van in totaal een kleine veertien miljoen van Dunbar in diens History of the Rise and Decline of Commercial Slavery in America uit 1863. Een invloedrijk werk was dat van Kuczynski die in 1936 op bijna vijftien miljoen mensen uitkwam. Deze baseerde zich echter op Du Bois die zich op zijn beurt in zijn werk The Negro uit 1915 weer baseerde op de onbekende Dunbar, maar daarbij naar boven had afgerond. Zelf legde Du Bois de ondergrens op tien miljoen. Hoewel dit zeer grove ongefundeerde schattingen waren, bleek deze bandbreedte ondanks de kritiek aan te sluiten op later werk. Dat geldt niet voor het aantal mensen dat tijdens de reis zou zijn gestorven, waarbij Du Bois uitging van vijf op de zes en zo kwam tot zestig miljoen mensen die uit Afrika waren gevoerd.
Curtin had grote kritiek op de gemakzuchtige wijze waarop het getal van vijftien miljoen een eigen leven was gaan leiden, waarbij historici elkaar citeerden zodat de oorsprong van Dunbar volstrekt onduidelijk was geworden. Het werk van Curtin uit 1969 was een belangrijke aanzet om tot een goede schatting te komen van het aantal slaven dat de overtocht maakte. Zijn schatting van 9,566 miljoen slaven werd door Inikori te laag bevonden, deze kwam zelf op zo'n 15,4 miljoen mensen. Door vele wetenschappers, onder wie Lovejoy in 1982, is dit gedurende de jaren verfijnd.
Door de jaren heen ontstonden verschillende soorten datasets van slavenreizen, veelal op basis van een enkel land of haven. Bij toeval ontmoetten David Eltis en Stephen Behrendt elkaar in 1990 in het Public Record Office terwijl zij onafhankelijk van elkaar onderzoek deden naar de Britse slavenhandel. Daar ontstond het idee om de databases met elkaar te combineren. In de jaren daarna werd de data gestandaardiseerd en op elkaar afgestemd, waarna in 1999 een CD-ROM werd uitgegeven met daarop 27.233 reizen. In de jaren daarna werd de database verder uitgebreid, vooral met nog ontbrekende reizen uit Latijns-Amerika. In 2006 kwam dit online beschikbaar via Voyages: The Trans-Atlantic Slave Trade Database van de Emory-universiteit. Deze database bevat ondertussen bijna 36.000 slavenreizen. Schattingen over de aantallen mensen die gevangengenomen werden en stierven voor de overtocht, zijn veel minder nauwkeurig.
| Periode   | Dunbar     | Periode  | Du Bois Kuczynski | Periode   | Curtin    | Periode   | Lovejoy    |
| --------- | ---------- | -------- | ----------------- | --------- | --------- | --------- | ---------- |
| 1500-1525 | 12.500     | tot 1600 | 900.000           | 1451-1600 | 274.000   | 1451-1600 | 367.000    |
| 1525-50   | 125.000    | tot 1600 | 900.000           | 1451-1600 | 274.000   | 1451-1600 | 367.000    |
| 1550-1600 | 750.000    | tot 1600 | 900.000           | 1451-1600 | 274.000   | 1451-1600 | 367.000    |
| 1600-50   | 1.000.000  | 17e eeuw | 2.750.000         | 1601-1700 | 1.341.000 | 1601-1700 | 1.868.000  |
| 1650-1700 | 1.750.000  | 17e eeuw | 2.750.000         | 1601-1700 | 1.341.000 | 1601-1700 | 1.868.000  |
| 1700-50   | 3.000.000  | 18e eeuw | 7.000.000         | 1701-1810 | 6.051.700 | 1701-1800 | 6.133.000  |
| 1750-1800 | 4.000.000  | 18e eeuw | 7.000.000         | 1701-1810 | 6.051.700 | 1701-1800 | 6.133.000  |
| 1800-50   | 3.250.000  | 19e eeuw | 4.000.000         | 1811-1870 | 1.898.400 | 1801-1900 | 3.330.000  |
| Totaal    | 13.887.500 | Totaal   | 14.650.000        | Totaal    | 9.566.100 | Totaal    | 11.698.000 |

### Sterftecijfers
Gemiddeld kwam zo'n 15% van de slaven te overlijden tijdens de reis, maar dit varieerde sterk per regio in Afrika, het seizoen en het aantal slaven aan boord. Gastro-enterologische aandoeningen als dysenterie waren hierbij de hoofdoorzaak, gevolgd door koorts. Hoewel slaven niet goedkoop waren en het dus voor de slavenhandelaren lonend was om deze levend aan de overkant te krijgen, stierven er tijdens de middenpassage toch meer dan bemanningsleden. Na 1790 nam het sterftecijfer op Britse schepen sterk af, mogelijk door de Dolben's Act uit 1788 die grenzen stelde aan het aantal slaven dat meegenomen mocht worden.
Lag het gemiddelde sterftecijfer voor de bemanning op middenpassage lager dan die voor de slaven, voor de gehele driehoek lag het percentage hoger voor de veelal ook slecht behandelde en niet altijd vrijwillige bemanning. Dit was een gevolg van de langere reisduur met de reis van Europa naar Afrika, het verblijf daar, de middenpassage en de reis van Amerika naar Europa. Dit kon sterk verschillen per bestemming in Afrika, waarbij het sterftecijfer van reizen naar de Gambia-rivier aanmerkelijk hoger lagen dan die naar de Goudkust, terwijl het sterftecijfer ook toenam tijdens het regenseizoen. Gele koorts en malaria waren de belangrijkste doodsoorzaken. Het grootste deel van de bemanning overleed op de kustreis en de overtocht naar Amerika, maar ook daar aangekomen stierf nog een aanmerkelijk deel. De chirurgijn liep daarbij een hoger risico door zijn directe contact met zowel slaven als bemanning. Volgens Thomas Clarkson verloor een schip zo'n 20-25% van zijn bemanning tijdens de gehele reis.

## Misdaad tegen de menselijkheid
De Verenigde Naties (VN) riep het jaar 2011 uit tot het 'Internationaal jaar voor mensen van Afrikaanse afkomst'. Hiermee wilde de VN aandacht schenken aan de Afrikaanse diaspora. Ook wil de VN met de Verklaring lidstaten dwingen tot zelfonderzoek betreffende de Verklaring en het Actieplan van Durban (DDPA). Hiertoe werd besloten op de Wereldconferentie tegen Racisme (WCAR) in Durban (Zuid-Afrika) in 2001. Op die conferentie werd erkend dat slavernij en slavenhandel misdaden tegen de menselijkheid zijn en altijd geweest hadden moeten zijn. In 2013 werd door de Algemene Vergadering van de Verenigde Naties in een resolutie (68/237) het Internationaal decennium voor mensen van Afrikaanse afkomst aangenomen. Op 19 juni 2020 steunde het Europees Parlement een resolutie waarin de Europese Unie wordt opgeroepen om de slavenhandel te erkennen als een misdaad tegen de menselijkheid en van 2 december de Europese dag ter herdenking van de afschaffing van de slavenhandel te maken. In Nederland adviseerde het Adviescollege Dialooggroep Slavernijverleden aan de regering om te erkennen dat de slavenhandel en de slavernij die tussen de zeventiende eeuw en 1 juli 1863 direct of indirect onder Nederlands gezag hebben plaatsgevonden, misdrijven tegen de menselijkheid waren. In een speech op 19 december 2022 bood minister-president Rutte namens de Nederlandse regering excuses aan voor het handelen van de Nederlandse staat inzake slavernij. Hij erkende en veroordeelde slavernij als een misdaad tegen de menselijkheid.